# Batalla de Lund
La batalla de Lund, parte de la guerra Escanesa, se libró el 4 de diciembre de 1676, en un área al norte de la ciudad de Lund en Escania, en el sur de Suecia, entre el ejército danés invasor y el ejército de Carlos XI de Suecia. El danés tenía un ejército de aproximadamente 13 000 hombres bajo el mando personal del rey Cristián V de Dinamarca, de 31 años, ayudado por el general Carl von Arensdorff. El ejército sueco, que ascendía a unos 8000, fue comandado por el mariscal de campo Simon Grundel-Helmfelt y el rey sueco Carlos XI de 21 años. Es una de las batallas más sangrientas en porcentaje de víctimas en ambos bandos que se haya librado en suelo europeo. La batalla terminó con victoria sueca.

## Antecedentes
Después de la derrota sueca en la Batalla de Fehrbellin y varios triunfos daneses en el mar, el ejército sueco se ocupó conservando su tenue dominio sobre los dominios en Brandeburgo y Pomerania.
Los daneses vieron esto como una oportunidad para recuperar el control sobre las tierras de Escania, que habían caído a Suecia con el Tratado de Roskilde de 1658. Los daneses invadieron a través de Helsingborg a fines de junio de 1676 con un ejército de 14 000 hombres, donde se encontraron apoyados por el campesinado local. Esto hizo imposible que las tropas suecas superadas en número defendieran efectivamente la provincia recién adquirida. Después de un mes, solo la ciudad fortificada de Malmö quedó bajo control sueco.
En agosto, un destacamento danés intentó avanzar hacia el norte, pero el rey sueco Carlos XI había preparado un nuevo ejército en la provincia de Småland, y el avance danés se detuvo en la batalla de Halmstad. Los suecos habían reunido a 14,000 hombres para octubre, de los cuales tres cuartos estaban montados, y se sentían lo suficientemente seguros como para marchar hacia el sur. Poco a poco se abrieron paso en un intento de romper el asedio de Malmö. Las líneas de suministro suecas eran delgadas debido a las frecuentes ataques de campesinos locales bajo el mando de oficiales daneses.
A principios de noviembre, el rey danés y su ejército habían asumido el cargo en Lund, al sur del río Kävlinge. Los daneses controlaban todos los cruces de ríos y el ejército sueco se vio obligado a acampar en el lado norte. Durante un mes esta situación se mantuvo, pero la nieve llegó a fines de noviembre y la superficie del río comenzó a congelarse. En la mañana del 3 de diciembre, el general sueco de fortificaciones Erik Dahlberg informó al rey que el hielo aguantaría su peso. Los daneses asumieron que los suecos habían entrado en un campamento de invierno y que no atacarían hasta la primavera.

## Batalla

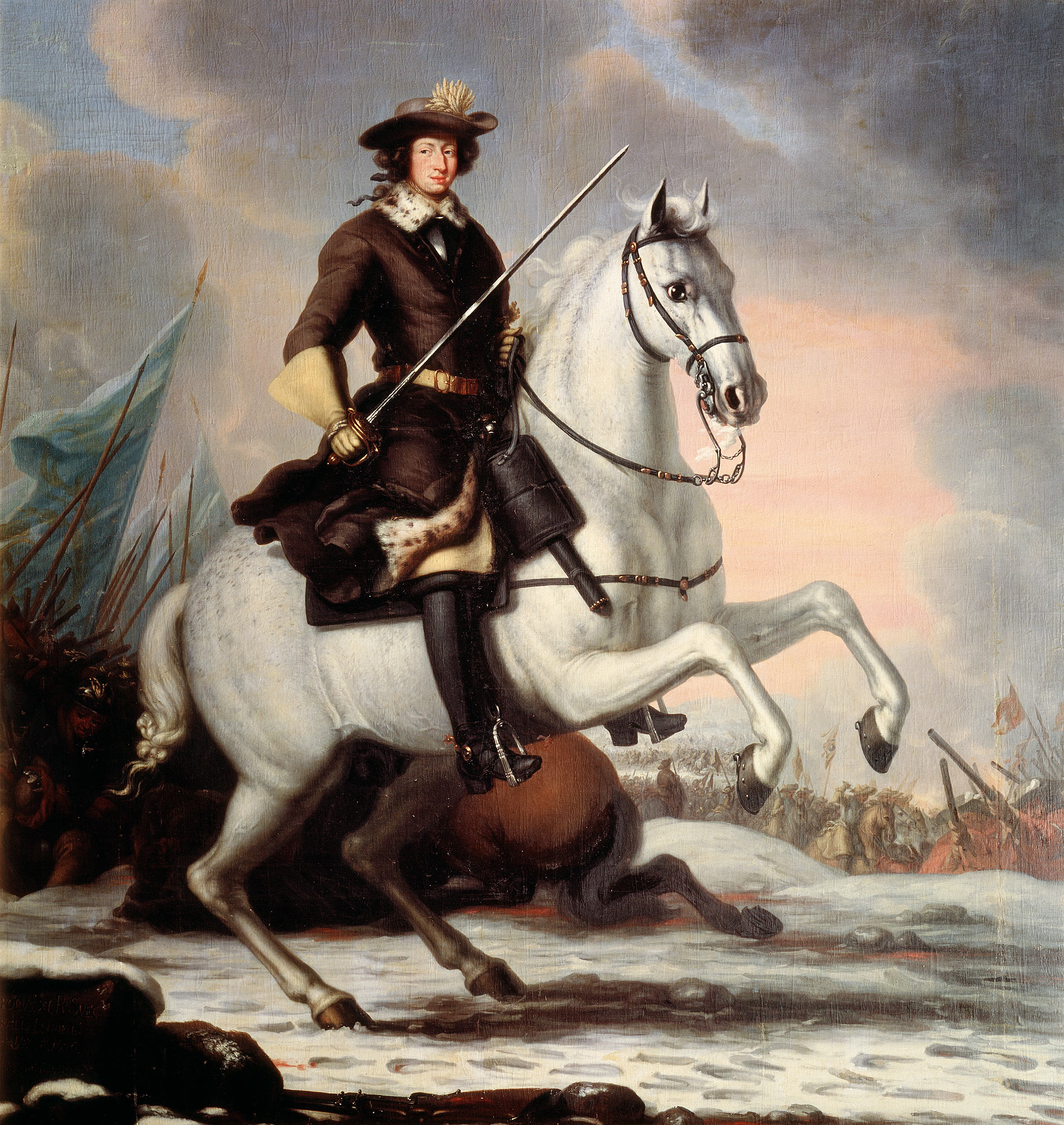
Carlos XI de Suecia en Lund

Antes del amanecer, el ejército sueco rompió el campamento e hizo preparativos para cruzar el río. Los suecos tenían 2000 hombres de infantería y 6000 de caballería a su disposición; sus oponentes daneses tenían más de 5,000 infantería, 6,000 caballería, además de 1300 marines holandeses, en total, unos 13 000 hombres. Al amparo de una noche sin luna, entre las 4:00 y las 5:30, toda la fuerza sueca cruzó con éxito el río y llegó a la orilla sur sin alarmar a los daneses. Los suecos planearon atacar el campamento danés dormido con la caballería del sureste. Las patrullas de reconocimiento informaron que el terreno entre los dos ejércitos no era adecuado para las tropas montadas, por lo que el rey Carlos XI y sus generales se reunieron para discutir la nueva situación. La mayoría de los asesores señalaron que sería una tontería atacar a pie, ya que el ejército danés poseía mucha más infantería y la fuerza principal sueca yacía en su caballería. Además, los suecos probablemente perderían el elemento sorpresa durante la larga marcha hacia el campamento danés. El rey estaba ansioso por atacar de inmediato, pero sus consejeros lo influyeron. Ordenó a las tropas avanzar hacia las colinas a las afueras del muro norte de Lund, para aprovechar una ventaja táctica. Las colinas significarían un mejor terreno para la caballería y la ciudad cubriría el flanco sur de Suecia. Para entonces, los daneses se habían despertado y pronto reconocieron las intenciones suecas. Los daneses rápidamente acamparon y comenzaron a competir con los suecos por el control de las colinas. La primera escaramuza fue entre el ala derecha sueca y el ala izquierda danesa, y terminó en empate. Sin embargo,
La batalla principal comenzó a las 9:00, al amanecer. El frente ahora se extendía un kilómetro de norte a sur, con los daneses al este y los suecos al oeste. El ejército danés fue apoyado por 56 cañones de varios calibres, mientras que los suecos trajeron solo ocho de seis libras y cuatro de tres libras. Una vez que comenzaron los combates, Carlos XI dirigió personalmente una maniobra de flanqueo para abrumar el flanco izquierdo danés. Durante los combates, el comandante danés Carl von Arensdorff resultó gravemente herido, y todo el ala izquierda se vio obligada a retirarse a las 10:00, paralizando gravemente al ejército danés. Carlos XI y el mariscal de campo Simon Grundel Helmfelt utilizaron su caballería para perseguir a las tropas danesas que huían y eliminar a cualquiera que se quedara atrás. La persecución continuó ocho kilómetros, hasta el río. Algunos oficiales en el campamento danés intentaron alejar a los suecos, pero muchos daneses fueron obligados a subir al hielo. El hielo no se mantuvo, y una gran parte del ala izquierda danesa restante se ahogó.
Mientras el ala izquierda danesa huía, el ala derecha empujó a los suecos hacia atrás hasta que el ala izquierda sueca se dispersó. Con la ausencia del rey danés Cristián V y con el general Arenstorff herido, Friedrich von Arensdorff, el hermano del general, había asumido el mando del ejército danés. El frente danés ahora miraba hacia el sur y las fuerzas suecas se encontraron bajo un ataque constante con la espalda contra el muro de la ciudad. La situación para los suecos era desesperada, ya que no había habido señales del rey, la caballería doméstica o el mariscal de campo durante horas. Los suecos también fueron superados en número, con aproximadamente 1.400 infantería y 2.500 caballería, ya que los daneses contaron aproximadamente 4500 hombres de infantería y 2100 de caballería. Sin embargo, en lugar de forzar el ataque, Friedrich von Arensdorff ordenó al ejército reagruparse al mediodía, deteniendo la batalla.
En el río, el rey sueco estaba contemplando su próximo movimiento. La inteligencia disponible de la ciudad era escasa, y sugirió que todo el ejército danés estaba huyendo. Aunque estuvo tentado de derrotar a la caballería danesa que huía hasta Landskrona, optó por regresar a Lund a su ejército.
La batalla en Lund se renovó y los suecos se vieron obligados a retroceder una vez más. Al atardecer (alrededor de las 15:00), el rey sueco regresó del norte con su caballería, combinada con algunas unidades de caballería del disperso ala izquierda sueca. Decidió intentar rodear al ejército danés hacia el oeste para unirse a los restos del centro sueco. El comandante danés Arensdorff tomó la decisión de detener la ofensiva en el centro sueco y, en cambio, atender a la caballería enemiga en el noroeste.
Carlos XI, dos generales y tres guardias rompieron las líneas danesas para unirse al centro sueco disminuido. Mientras Arensdorff todavía estaba atacando a la caballería en el norte, el regreso del rey sueco inspiró a las tropas agotadas, que atacaron a las fuerzas danesas en la espalda. Aunque los daneses aún superaban en número a los suecos, por aproximadamente 4500 a 4000, Arensdorff había perdido la iniciativa y después de media hora su ejército se desintegró. Carlos XI quería limpiar el campo de soldados daneses. La caballería danesa restante desapareció rápidamente en la noche. Aunque el general danés Siegwert von Bibow protegió la retirada de infantería, muchos de los daneses fueron masacrados hasta que el mariscal de campo Helmfelt ordenó que se detuviera la matanza y se salvara a los soldados daneses y holandeses que se rendían. A las 17:00 se estableció un alto el fuego.

## Consecuencias
Aunque los cuerpos se contaron al día siguiente, se perdieron las notas originales y se desconoce el número exacto de muertes. Fuentes suecas contemporáneas indican que murieron entre 8,300 y 9,000, excluyendo a los daneses que se ahogaron y los soldados que murieron por sus heridas en las siguientes semanas. Una fuente danesa contemporánea habla de un total de 9.300 muertos. El ejército sueco había sufrido entre 2.500 y 3.000 muertos y otros 2.000 heridos, excluyendo a unos 500 que solo sufrieron heridas leves. El ejército danés tenía al menos 6000 —quizás incluso 6,500 hombres - asesinados, 2,000 capturados y 500–1,000 heridos.Los marines holandeses fueron los con peor suerte ; Según diversas fuentes, solo unas pocas docenas de las 1300 sobrevivieron. La batalla de Lund paralizó severamente a ambos ejércitos, y es una de las batallas más sangrientas de la historia cuando se consideran las bajas, casi el 70%, en comparación con el número total de combatientes. 
La victoria sueca a menudo se atribuye a la composición de su ejército, ya que contenía muchos menos mercenarios que el ejército danés. La mezcla sueca de caballería e infantería hizo posible que los suecos montaran contraataques rápidos tan pronto como una unidad de infantería amiga se doblara. Los daneses todavía usaban la táctica caracol, socavando la velocidad y la agilidad de su caballería.
La victoria en Lund elevó la moral del ejército sueco. Carlos XI fue criticado por dejarse llevar por su éxito en el flanco derecho, pero la batalla lo hizo popular entre sus tropas. Las fuerzas danesas restantes se vieron obligadas a retirarse a la fortaleza de Landskrona. Reforzados por sus aliados austriacos y alemanes, una vez más se encontrarían con el ejército sueco en la Batalla de Landskrona.